# Xã Goshen, Quận Clearfield, Pennsylvania
Xã Goshen (tiếng Anh: Goshen Township) là một xã thuộc quận Clearfield, tiểu bang Pennsylvania, Hoa Kỳ. Năm 2010, dân số của xã này là 435 người.